# Jarosław Siwiński
Jarosław Siwiński (ur. 9 czerwca 1964 w Warszawie) – polski kompozytor, pianista i organizator życia muzycznego.
Studiował w klasie fortepianu Kazimierza Gierżoda (1983 – 88) oraz kompozycję pod kierunkiem Włodzimierza Kotońskiego (1988-1994) w Akademii Muzycznej w Warszawie.
Jako pianista i kompozytor uczestniczył w Światowych Dniach Muzyki w Warszawie i Seulu, w Międzynarodowym Festiwalu Muzyki Współczesnej Warszawska Jesień, Festiwalu Polskiej Muzyki Współczesnej Poznańska Wiosna Muzyczna oraz Festiwalu Polskiej Muzyki Współczesnej Musica Polonica Nova we Wrocławiu. Brał udział w Międzynarodowych Letnich Kursach dla Młodych Kompozytorów w Kazimierzu Dolnym i w podobnych kursach w Apeldoorn w Holandii oraz w Międzynarodowych Kursach Kompozytorskich w Villeneuve-lès-Avignon we Francji.
Jako pianista dokonał kilku prawykonań utworów muzyki współczesnej, m.in. Koncertu na klawesyn (fortepian) i orkiestrę smyczkową op.40 Góreckiego wraz z Orkiestrą Symfoniczną Akademii Muzycznej w Poznaniu pod dyrekcją Marcina Sompolińskiego.
Współpracował m.in. z Frederikiem Rzewskim, Michelangelo Pistoletto, Viktorem Loisem, Yin Peet i Grupą Azorro. Był współtwórcą i wykonawcą w projektach multimedialnych Grupy MM, łączącej improwizowaną muzykę współczesną z pantomimą i projekcjami wizualnymi.
Współpracował z Pracownią Filmu Animowanego Daniela Szczechury w warszawskiej Akademii Sztuk Pięknych i z Centrum Sztuki Dziecka w Poznaniu.
W 1997 zdobył III nagrodę w Międzynarodowym Konkursie Kompozycji Jazzowej (w ramach Komeda Jazz Festival) w Słupsku za utwór „Schyzia” na kwartet smyczkowy, w 1998 – II nagrodę w Międzynarodowym Konkursie Kompozytorskim „Muzyka i zabawa” w Poznaniu za utwór „Zegarynka” na fortepian preparowany, perkusję, zegarynkę i publiczność dziecięcą, a w 2011 – III nagrodę w Konkursie Kompozytorskim festiwalu „Mikołajowe granie – festiwal muzyczny im. H.M. Góreckiego” za utwór „Co słychać w starej szopie” na fortepian.
Tworzy muzykę do filmu, teatru i gier komputerowych. Jest autorem hejnału Rzeszowa.
Tamta strona okazała się to kompozycja na sopran i zespół kameralny skomponowana przez Jarosława Siwińskiego do tekstu Agnieszki Syskiej. Premiera kompozycji odbyła się 11 marca 2014 roku w Mazowieckim Centrum Kultury podczas festiwalu Dźwiękojmia.

## Kompozycje
- Zamglone Oko Dżdżownicy na amplifikowany flet piccolo i 2 perkusje (1989)
- Postrzeganie muzyki jest procesem skomplikowanym i nie do końca klarownym na taśmę, fortepian i skrzypce (1990)
- Ze śpiewów domowych na głos i fortepian (1991)
- Souline na flet solo lub z towarzyszeniem instrumentu klawiszowego (syntezatora lub fortepianu) (1992)
- Notari, E. M. na taśmę (1992)
- Pianerecerto na fortepian i zespół instrumentalny (1994)
- Notarimbalo na klawesyn i taśmę (1994)
- O czym śnią pianiści na fortepian (dwóch wykonawców) (1995)
- Dominobajki na fortepian, perkusję, showmana i publiczność dziecięcą (1996-97)
- Schyzia na kwartet smyczkowy (1997)
- Kwintet fortepianowy (1998)
- Missa Brevis na sopran, chór mieszany i organy (1998)
- Zegarynka na fortepian preparowany, perkusję, zegarynkę i publiczność dziecięcą (1998)
- Hominibus na orkiestrę symfoniczną (2002)
- Bebop na taśmę (2002)
- Lokomotywa na taśmę (2003)
- ID #1 dla czterech nieobecnych wykonawców (2003)
- Orkiestra Peronowa na fortepian i perkusję (2004)
- Towarzystwo Przyjaciół Pary na fortepian, perkusję i publiczność dziecięcą (2004)
- Owej rozgwieżdżonej nocy na taśmę (2005)
- Movement na orkiestrę symfoniczną (2006)
- Pieśni polskie na taśmę (2006)
- Gra-nie-gra na kwartet dęty drewniany, parawany i publiczność dziecięcą (2009)
- Wokaliza na fortepian, cztery głosy i publiczność dziecięcą (2010)
- Annalena na baryton i orkiestrę smyczkową (2011)
- 'Mazurek 1, Mazurek 2' na zespół kameralny (2012)
- Chopin Elements na komputer lub fortepian MIDI (2012)[1]
- 4 preludia do utworów audioscenicznych na syntezator i kontrabas (2012)
- Sestetto na zespół kameralny (2013)
- Sonata g-moll na dwa fortepiany i dwie perkusje (2013)
- Wariacje i odmieńce na zespół kameralny, wideo i publiczność dziecięcą (2013)
- Tamta strona okazała się na sopran i zespół kameralny (2014)

## Muzyka do filmu
- 1996 – Czarna burleska – film animowany, muzyka
- 1998 – Opera ocalenia – film animowany, muzyka
- 1998 – Czekając na minjan muzyka
- 1999 – Za Niemen ... opracowanie muzyczne
- 1999 –  Morderczy kiełek kontra Giga kotek – animowany film grozy dla dzieci, muzyka
- 2000 – Klatka po klatce – Daniel Szczechura mówi o technice animacji, muzyka
- 2000 – Romans dżentelmena muzyka
- 2001 – Wyspa R.O. muzyka, opracowanie dźwięku
- 2002 – Hobby. Daniel Szczechura muzyka
- 2005 – Podróże Daniela Szczechury muzyka
- 2008 – Sycylijska pchła muzyka, dźwięk
- 2012 – Rondo muzyka, dźwięk
- 2012 – Kinefaktura muzyka, dźwięk